# Асклетин (граф Аверський)
Асклетин (†1045) — граф Аверський (1045) та герцог Гаетанський (1045) з нормандської родини Дренго. Син Асклетина, першого графа Ачеренци, племінник першого нормандського графа Аверського Райнульфа Дренго.

## Біографія
По смерті Райнульфа спадкував Аверське графство. Його сюзерен, князь Салернський Гваймар IV напав на герцога Гаетанського Атенульфа I, якого обрали мешканці Гаети. Перемігши Атенульфа, Гваймар надав Гаету у правління Асклетину, в обмін на підтримку в боротьбі з князем Капуанським Пандульфом IV.
Асклетин правив кілька місяців, оскільки помер до досягнення повноліття. Після його смерті Аверський престол спадкував його двоюрідний брат Райнульф Трінканот.